# ラウル・アルフォンシン
ラウル・リカルド・アルフォンシン（Raúl Ricardo Alfonsín, 1927年3月12日 - 2009年3月31日）は、アルゼンチン共和国の弁護士で第49代大統領（任期:1983年12月10日 - 1989年7月8日）。急進市民同盟（急進党）所属。2011年の大統領選挙に急進党系統一候補として出馬したリカルド・アルフォンシン（現在はブエノスアイレス州選出の下院議員）は三男。
アルフォンシン政権は軍政の負の遺産とでもいうべき莫大な対外債務やハイパー・インフレ、さらには軍政時代に人権侵害を行った軍人の処遇やチリとの領土問題、マルビナス戦争（フォークランド紛争）による国際的孤立など複雑な問題への対処を迫られた。

## 来歴
1983年にアルゼンチンで大統領選挙と議員選挙が行われ、急進党が久々に政権に返り咲き、ラウルは大統領となった。彼は軍政期からのインフレや対外債務、マルビナス戦争による国際的孤立などの厳しい政局の中、経済面では上手くいかなかったが、長年敵対関係が続いていたチリ、ブラジルとの関係を大幅に改善し、この融和路線は後のメルコスール形成につながった。軍政時代に人権侵害を行った軍人を裁き、軍の予算や政治力を削減して行った。こうした政策に対して3度に渡る軍の反乱もあったもの、アルフォンシンは結果として軍を統制下に置くことに成功したといえる。アウストラル計画の失敗という経済失策により任期を5ヶ月残して1989年に辞任した。

## 外交政策

### チリ
1984年11月にはそれまで何度も一触即発の危機に陥っていたチリのアウグスト・ピノチェト政権と、ローマ教皇ヨハネ・パウロ2世の仲介により平和条約を結び、ビーグル水道の三島（ピクトン島・レノックス島・ヌエバ島）のチリ領有を認める大幅な譲歩を行うことで、パタゴニアを巡ってのチリの領土問題を解決、平和路線を国外に印象付けた。

### ブラジル
ブラジルが1985年3月に民政移管すると、11月にジョゼ・サルネイ大統領と首脳会談を行い、1986年7月にアルゼンチン・ブラジル統合議定書に調印して両国の長年に渡る敵対関係に終止符が打たれた。

## アウストラル計画
1985年5月には新通貨アウストラルの導入を柱とするアウストラル計画を実行してインフレ抑制に務めようとし、一定の成果を挙げた。同年12月にはビデラ将軍をはじめとする軍人5名に有罪判決が下り、ラテンアメリカ史上初の文民による軍人への裁きが実現したが、このことは軍内の反発を呼び、未遂に終わったものの1987年4月と、1988年の1月と11月の3度に渡り軍部の反乱が起きることになった。しかし、全体としてラウルは軍部を文民の統制下に置き、大規模な軍縮を実現した。
1986年にメキシコで開催されたワールドカップではディエゴ・マラドーナの特筆されるべき活躍により、アルゼンチンは2度目の優勝を果たし、軍事政権の負の遺産に苦しむ国民に大きな希望を与えた。
順調かと思われたアウストラル計画だったが徐々に無理が露呈し、1989年になると再びインフレが加速してハイパーインフレーション状態となった。こうした事態に対処できなかったアルフォンシンは任期を5ヶ月残しての異例の退陣を行った。